# Francisco de Assis de la Peña y Yelamos
Francisco de Assis de la Peña y Yelamos (Trujillo (Càceres), 1832 - [...?]) fou un músic espanyol.
Des de jove demostrà una gran afició per les belles arts, especialment el dibuix, però després fou la música la seva especial devoció. Estudià solfeig i piano a Madrid, i al tenir setze anys ingressà en el col·legi de Masarnau; instruint-se principalment en la música clàssica. Tots els anys que va romandre en aquest centre docent aconseguí el primer premi de composició i piano. Des de 1856 es dedicà a l'ensenyament de la música.
Entre les seves composicions figuren romances per a veu de tiple, contralt i tenor; un estudi de concert per a piano, una reverie per a violí i piano, diversos balls, etc.